# Torneo Internacional de Chile 1951
El Torneo Internacional de Chile 1951, nominado como Cuadrangular de Santiago 1951, fue la 5º edición del torneo amistoso de fútbol, de carácter internacional, disputado en Santiago de Chile y se jugó desde el 18 de febrero hasta el 25 de febrero de 1951, durante el receso entre las temporadas 1950 y 1951 del fútbol chileno.
El cuadrangular, que se desarrolló bajo el sistema de todos contra todos, contó con la participación de Colo-Colo y de Santiago Morning como equipos anfitriones, y de Botafogo de Brasil y de Nacional de Uruguay como equipos invitados.
Todos los partidos se jugaron en el Estadio Nacional de Chile.
El campeón fue Nacional, que, en forma invicta, se adjudicó su primer título del Torneo Internacional de Chile.

## Datos de los equipos participantes
| Equipo           | Calidad                                                       |
| ---------------- | ------------------------------------------------------------- |
| Colo-Colo        | Anfitrión y tercer lugar de la Primera División de Chile 1950 |
| Santiago Morning | Anfitrión y sexto lugar de la Primera División de Chile 1950  |
| Botafogo         | Invitado y cuarto lugar en el Campeonato Carioca 1950         |
| Nacional         | Invitado y campeón de la Primera División de Uruguay 1950     |

## Aspectos generales

### Modalidad
El torneo se jugó en una sola rueda de tres fechas, bajo el sistema de todos contra todos, resultando campeón aquel equipo que acumulase más puntos en la tabla de posiciones.

## Partidos

### Fecha 1
| Colo-Colo        | 3 - 1 | Botafogo |
| Santiago Morning | 2 - 2 | Nacional |

### Fecha 2
| Nacional         | 3 - 1 | Botafogo  |
| Santiago Morning | 4 - 1 | Colo-Colo |

### Fecha 3
| Colo-Colo        | 0 - 2 | Nacional |
| Santiago Morning | 0 - 3 | Botafogo |

## Tabla de posiciones
| Pos | Equipo           | PJ | PG | PE | PP | GF | GC | Dif | Pts |
| --- | ---------------- | -- | -- | -- | -- | -- | -- | --- | --- |
| 1   | Nacional         | 3  | 2  | 1  | 0  | 7  | 3  | 4   | 5   |
| 2   | Santiago Morning | 3  | 1  | 1  | 1  | 6  | 6  | 0   | 3   |
| 3   | Botafogo         | 3  | 1  | 0  | 2  | 5  | 6  | -1  | 2   |
| 4   | Colo-Colo        | 3  | 1  | 0  | 2  | 4  | 7  | -3  | 2   |

Pos = Posición; PJ = Partidos jugados; PG = Partidos ganados; PE = Partidos empatados; PP = Partidos perdidos; GF = Goles a favor; GC = Goles en contra; Dif = Diferencia de gol; Pts = Puntos
|  | Campeón |

## Campeón
| Uruguay            |
| Nacional 1º título |